# Aynur Aydan
Aynur Aydan (* 30. Juni 1946 in Ankara) ist eine türkische Schauspielerin.

## Leben und Karriere
Aydan wurde am 30. Juni 1946 in Ankara geboren. Sie heiratete bereits im Alter von 13 Jahren. Während ihrer Karriere spielte sie in über 100 Filmen mit. Zu ihren bekanntesten Werken gehören Filme wie Tarkan, Buruk Acı, Güllü und Cilveli Kız.
Aynur Aydan geriet 1979 in den Fokus der öffentlichen Aufmerksamkeit, als ihre Beziehung zum damaligen türkischen Innenminister Hasan Fehmi Güneş öffentlich wurde. Dieser Vorfall führte zu einem politischen Skandal, der mit dem Rücktritt des Ministers endete. Ihren letzten Auftritt hatte sie 2008 in Kırmızı Işık.

## Filmografie (Auswahl)
- 1966: Arabacı Sabahat
- 1966: Fatih'in Fedaisi
- 1966: İntikam Fırtınası
- 1967: Bizansı Titreten Adam
- 1969: Acı Yalan
- 1969: Bana Derler Fosforlu
- 1969: Deli Murat
- 1969: Kadın Paylaşılmaz
- 1969: Mazimdeki Kadın
- 1969: Menekşe Gözler
- 1969: Seninle Düştüm Dile
- 1969: Tatlı Sevgilim
- 1969: Şeytanın Oyunu
- 1970: Bela Çiçekleri
- 1970: Berduş Kız
- 1970: Damarımda Kanımsın
- 1972: Leyla İle Mecnun
- 1972: Merhaba Tatlım
- 1984: Geçim Otobüsü
- 1985: Altar
- 1985: Mavi Mavi Masmavi
- 1986: Deli Deli Küpeli
- 1990: Polis Görev Başında
- 1991: Ana
- 1993: Ayça Seni Seviyoruz
- 1993: Aşk ve Aşk
- 1999: Sınır
- 2004: Melekler Adası
- 2008: Kırmızı Işık